# Логино (Мантова)
Логино је насеље у Италији у округу Мантова, региону Ломбардија.
Према процени из 2011. у насељу је живело 25 становника. Насеље се налази на надморској висини од 39 м.